# 马尔桑地区
马尔桑地区（法語：Pays de Marsan，法語發音：[pe.i də maʁsɑ̃]），又称马桑地区，是法国朗德省的一个传统地区，是小朗德（Petites-Landes）的组成部分。历史上该地区的首府为蒙德马桑。 
今天的马尔桑地区大致对应10世纪末建于加斯科涅的马尔桑子爵领（vicomté de Marsan）。位于杜茲河与米杜河流域的马尔桑地区包含了米杜茲河上游流域，其南抵阿杜尔河与沙洛斯，东南至蒂尔桑，东临下阿马尼亚克，北至上朗德，西接阿盖。